# Književna nagrada "Tea Benčić Rimay"
Književnu nagradu "Tea Benčić Rimay" utemeljila je Narodna knjižnica i čitaonica "Vlado Gotovac", 2014. godine u Sisku.. Tea Benčić Rimay bila je sisačka književnica, književna teoretičarka i stručnjakinja. Pisala je pjesme u prozi, eseje, rasprave, znanstveno-stručne radove, te jezične i stilske analize. 

## Dosadašnji dobitnici nagrade
- 2014.: Sebastian Antonio Kukavica: Aleatorika disanja[2]
- 2015.: Stipe Odak: Svjetlopis[3]
- 2016.: Buga Bosanac: Knjiga nedovršenih priča[4]
- 2017.: Nataša Hrupec: Sve je rečeno[5]
- 2018.: Danijela Danilović: Sjećanja[6]
- 2019.: Andrea Žigić Dolenc: Nasukani razum[7]
- 2020.: Snježana Tramburovski: Berba šafrana[8]
- 2021.: Sanja Lovrenčić: Pišem ti iz daleke zemlje[9]
- 2022.: Tomislav Ribić: Koordinate straha/Dijagrami nestajanja[10]
- 2023.: Tomislav Šovagović: Sopot ga nije volio[11]

## Vanjske poveznice
- Narodna knjižnica i čitaonica "Vlado Gotovac"